# Roller Salerno
El Roller Salerno, también conocido como Campolongo Hospital Roller Salerno por razones de patrocinio, es un club de hockey sobre patines de la localidad italiana de Salerno, en la región de la Campania.

## Historia
Fue fundado en 1984 y actualmente milita en la Serie B, la tercera categoría del hockey sobre patines en Italia.
Al cabo de diez años desde su fundación, consigue el ascenso a la Serie A1, categoría en la que se mantuvo hasta la temporada 2006-2007, tras la cual renuncia a la categoría, pasando a disputar la Serie B. En 2010 consigue el ascenso a la Serie A2, perdiendo la categoría dos temporadas después.
Pese a no tener ningún título en sus vitrinas, cabe destacar la tercera posición liguera de la temporada 1996-1997 y las semifinales de los Play Offs de las temporadas 2002-2003 y 2003-2004, en las que cayó eliminado por el Bassano Hockey 54.
En el campeonato de Copa, llegó dos veces a la final, perdiendo en la temporada 1997-1998 y en 1998-1999 ante el Hockey Novara.